# Novi Senkovac
Novi Senkovac est un village de la municipalité de Slatina situé dans le comitat de Virovitica-Podravina en Croatie.